# Basiliche in Messico
Elenco delle basiliche presenti in Messico, in ordine alfabetico delle località:

## A
- Aguascalientes:
  - Catedral Basílica de Nuestra Señora de la Asunción (Decreto del 09.04.1949)
- Apizaco:
  - Basílica de la Virgen de la Misericordia (Decreto del 05.12.1963)

## C
- Chignahuapan:
  - Basílica de la Inmaculada Concepción (Decreto del 25.08.1998)
- Città del Messico:
  - Basilica di Nostra Signora di Guadalupe#Tempio espiatorio a Cristo Re (Decreto del 25.05.1754)
  - Basilica di Nostra Signora di Guadalupe#Basilica di Santa Maria di Guadalupe (Decreto del 04.10.1976)
  - Basílica Menor San José y Nuestra Señora del Sagrado Corazón (Decreto del 15.01.1993)
- Ciudad Victoria:
  - Basílica de Nuestra Señora del Refugio (Decreto del 24.08.1990)
- Colima:
  - Catedral Basílica de Nuestra Señora de Guadalupe (Decreto del 23.06.1998)
- Colón (Messico):
  - Basílica del Santuario de Nuestra Señora de los Dolores (Decreto dell'11.08.2008)
- Culiacán:
  - Catedral Basílica de Nuestra Señora del Rosario(Decreto del 03.07.1974)

## D
- Durango:
  - Catedral Basílica de Nuestra Señora (Decreto del 08.02.1957)

## G
- Guadalajara (Messico):
  - Basílica San Felipe Neri (Decreto del 21.4.1804)
  - Catedral Basílica de la Asunción de María (Decreto del 21.12.1938)
- Guanajuato (città):
  - Basílica Colegiata de Nuestra Señora de Guanajuato (Decreto del 29.03.1957)

## H
- Huamantla:
  - Basílica de Nuestra Señora de la Caridad (Decreto del 05.08.1978)

## L
- León:
  - Catedral Basílica de Nuestra Señora de la Luz (Decreto del 14.07.1920)

## M
- Mazatlán:
  - Catedral Basílica de la Inmaculada Concepción (Decreto del 12.12.1941)
- Monterrey:
  - Basílica de Nuestra Señora del Roble (Decreto del 12.12.1973)
  - Basílica de Nuestra Señore de Guadalupe (Decreto del 19.01.1983)
  - Basílica de la Purísima Concepción de María - Virgen Chiquita (Decreto del 04.03.1989)

## N
- Naucalpan de Juárez:
  - Basílica de Nuestra Señora de los Remedios (Decreto del 25.08.1998)

## O
- Oaxaca de Juárez:
  - Basílica de Nuestra Señora de la Soledad (Decreto del 17.07.1959)

## P
- Pachuca:
  - Basílica de Santa María de Guadalupe (Decreto del 25.03.2004)
- Pátzcuaro:
  - Basílica de Nuestra Señora de la Salud (Decreto del 23.01.1924)

## S
- San Juan de los Lagos:
  - Catedral Basílica de Nuestra Señora de San Juan de los Lagos (Decreto del 24.01.1947)
- San Luis Potosí (città):
  - Basílica Santuario de Nuestra Señora de Guadalupe (Decreto del 27.05.1991)

## T
- Talpa de Allende:
  - Basílica de Nuestra Señora del Rosario de Talpa (Decreto del 22.11.1946)
- Tlaxcala de Xicohténcatl:
  - Basílica de Nuestra Señora de Ocotlán (Decreto del 22.11.1957)

## X
- Xalapa:
  - Basílica de Nuestra Señora de Guadalupe (Decreto del 06.08.2013)

## Z
- Zacatecas (città):
  - Catedral Basílica de Nuestra Señora de la Asunción (Decreto del 17.07.1959)
- Zapopan:
  - Basílica de Nuestra Señora de Zapopan (Espectación de la Virgen) (Decreto del 06.12.1939)